# Глазунов, Владимир Анатольевич
Влади́мир Анато́льевич Глазуно́в (20 января 1970, Иркутск) — российский телеведущий, продюсер и режиссёр. Член Союза журналистов России. Автор и ведущий ежедневного прямого эфира программы «Рождённые в СССР» на телеканале «Ностальгия».
Провёл более 4000 прямых эфиров с самыми яркими артистами, поэтами, политиками, писателями, художниками, спортсменами, музыкантами.
Ведущий и режиссёр многочисленных концертов, в том числе в Кремлёвском Дворце, на Красной площади, Колонном зале Дома Союзов, в спорткомплексе «Олимпийский», Москонцерт-холле и мн. других.
Регулярно проводит фестивали и концерты диско-музыки, с участием звёзд советской эстрады и солистов ВИА.
Автор цикла встреч «ОДИН на ОДИН» в Центральном Доме Журналиста на Арбате.
Преподаватель Высшей школы телевидения при МГУ и детской тренинг-студии «Актер».
«Владимир Глазунов уже несколько лет выступает в качестве чтеца современной поэзии, причём делает он это так, как никто другой. На сегодня, его называют одним из лучших чтецов. Можно сказать, что благодаря и ему, вновь возрожден этот жанр. „Ностальгия по настоящему“ — именно так называется его авторская программа. Потому что, настоящего — чистого, светлого, доброго, в нас остается, увы, всё меньше… Но именно благодаря таким программам мы вновь возвращаемся к истокам, к тому, о чём забываем порой в суете повседневных будней…» («Эхо Москвы»)
За продвижение творчества современных поэтов Владимир Глазунов награждён дипломом Победителя 1-й Всероссийской премии искусств «Созидающий мир» в номинации «За вклад в литературу».
В 2019 году вышли две аудиокниги стихов в исполнении Владимира Глазунова — «Ностальгия по настоящему» (с музыкой композитора Андрея Батурина) и «Стихи, созидающие мир» (с музыкой композитора Сергея Сиротина).

## Биография

### Образование
- Московский государственный университет культуры и искусств, специальность «актёр и режиссёр», окончил в 1994 году.
- Институт повышения квалификации работников ТВ и РВ, специальность «режиссёр ТВ и телеведущий», окончил в 1997 году.

### Карьера
Работа по постановке спектаклей и мюзиклов в России и за её пределами.
Работа по телевизионной специальности на всевозможных каналах в различных проектах, среди которых:
- «Доброе утро на ОРТ». Автор и ведущий рубрики.
- «Здоровье», Первый канал. Режиссёр программы.
- «Дежурная часть», РТР. Главный режиссёр программы.
- «Денежный вопрос», ТВ Центр. Режиссёр программы
- «Имя» — авторская программа, ТВЦ. Автор и ведущий.
- «С кумиром по миру». Режиссёр программы о туризме с мировыми звёздами на канале ТВЦ.
- «Диалог с Америкой» (телеканал «Русский мир») — ведущий прямого эфира.
- «Кома» — режиссёр антинаркотического проекта на НТВ.
- «Из рода в род» — ведущий и чтец цикла писем на канале «Радость моя»
- «Фотоальбом» — режиссёр проекта на канале «Кто есть кто»

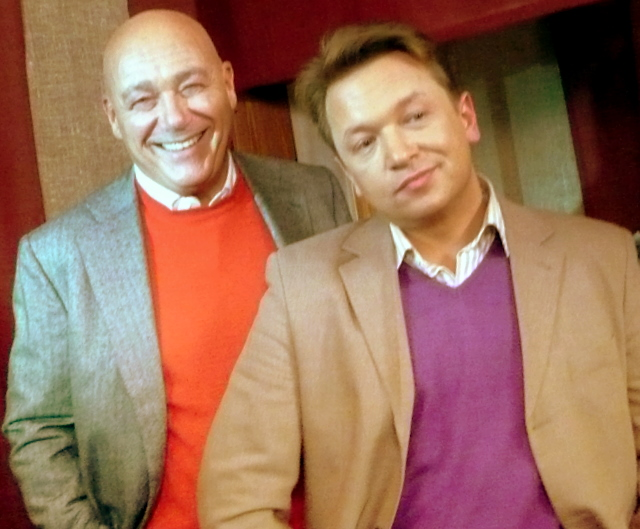
С Владимиром Познером
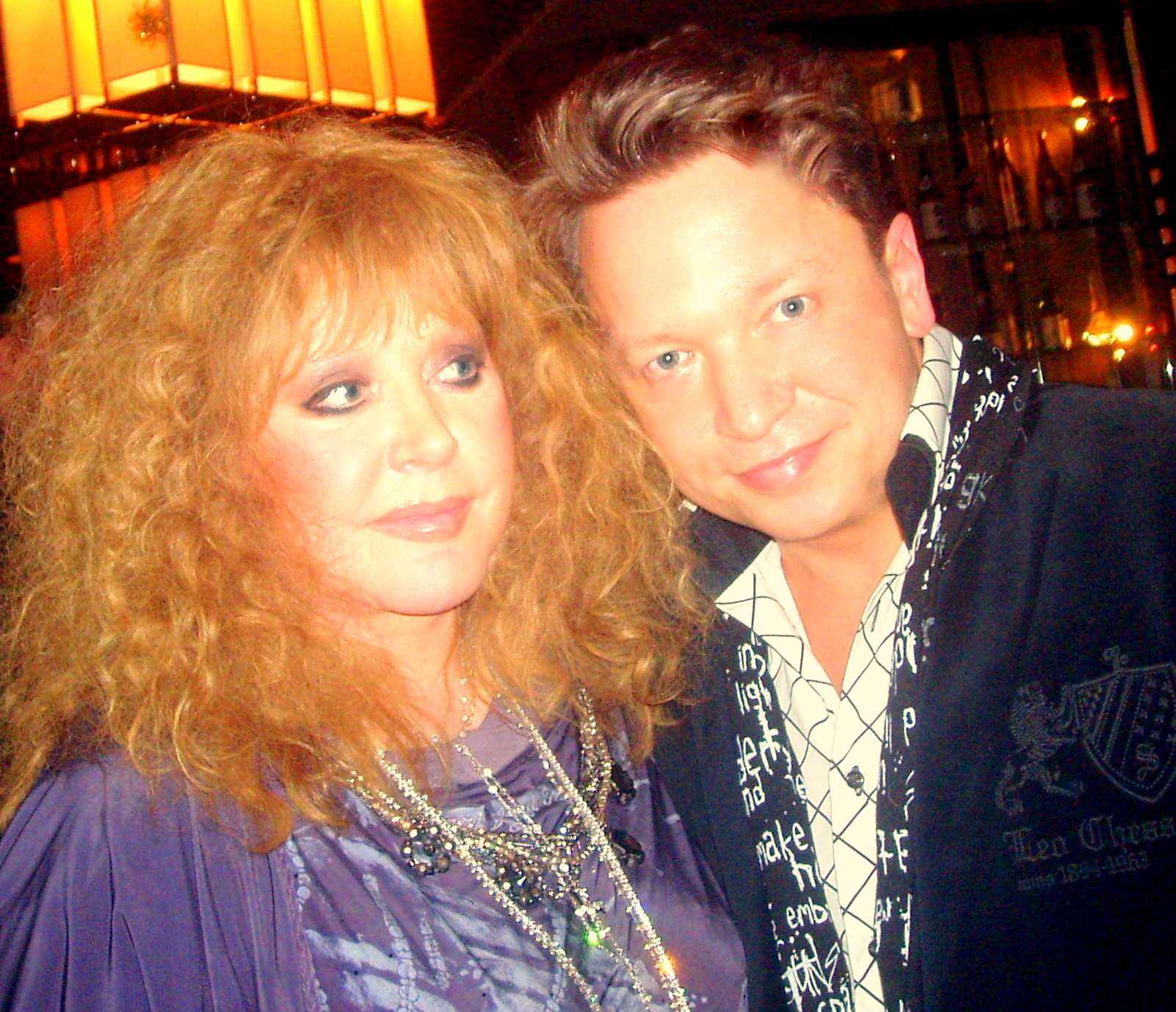
С Аллой Пугачёвой

Снял ряд документальных фильмов (программ) во Франции, Италии, Израиле и Японии.
Режиссёр цикла программ «Свидание двух столиц» (канал ТВ-Центр) — о вечном противостоянии Москвы и Санкт-Петербурга.
Автор и режиссёр документальных фильмов, среди которых:
- «Патриарх Тихон. История Личности».
- «Николай Байбаков. Последний Сталинский нарком»[3].
- «Денежные реформы в России» (4 серии).
- «Серые кардиналы России» (5 серий: 1 серия — «Тень Петра. Александр Меншиков», 2 серия — «Девять мифов о тиране-романтике. Алексей Аракчеев», 3 серия — «Хранитель империи. Константин Победоносцев», 4 серия — «Граф Пален. Поцелуй Иуды», 5 серия — «Гений дворцовой интриги. Генрих Остерман»)[4].
- «Наука побеждать. Подвиг комбата» — о И. А Рапопорте.

### Роли в кино
- 2001 — Дальнобойщики
- 2014 — Сыграл главную роль в антрепризном спектакле «Жениться нельзя расстаться» (реж. Роман Шумилов)

Автор и режиссёр нескольких проектов из цикла «Фотоальбом» для канала «Кто есть кто» и «Элита страны Советов» для канала «Ностальгия».

## Семья
Женат, двое детей.